# Siegfried Rudolph von Wagner und Wagenhoff
Siegfried Rudolph von Wagner und Wagenhoff (geb. um 1731; gest. 1. Juni 1798 in Glogau, Kreis Glogau, Provinz Schlesien) war ein preußischer Landrat.

## Leben

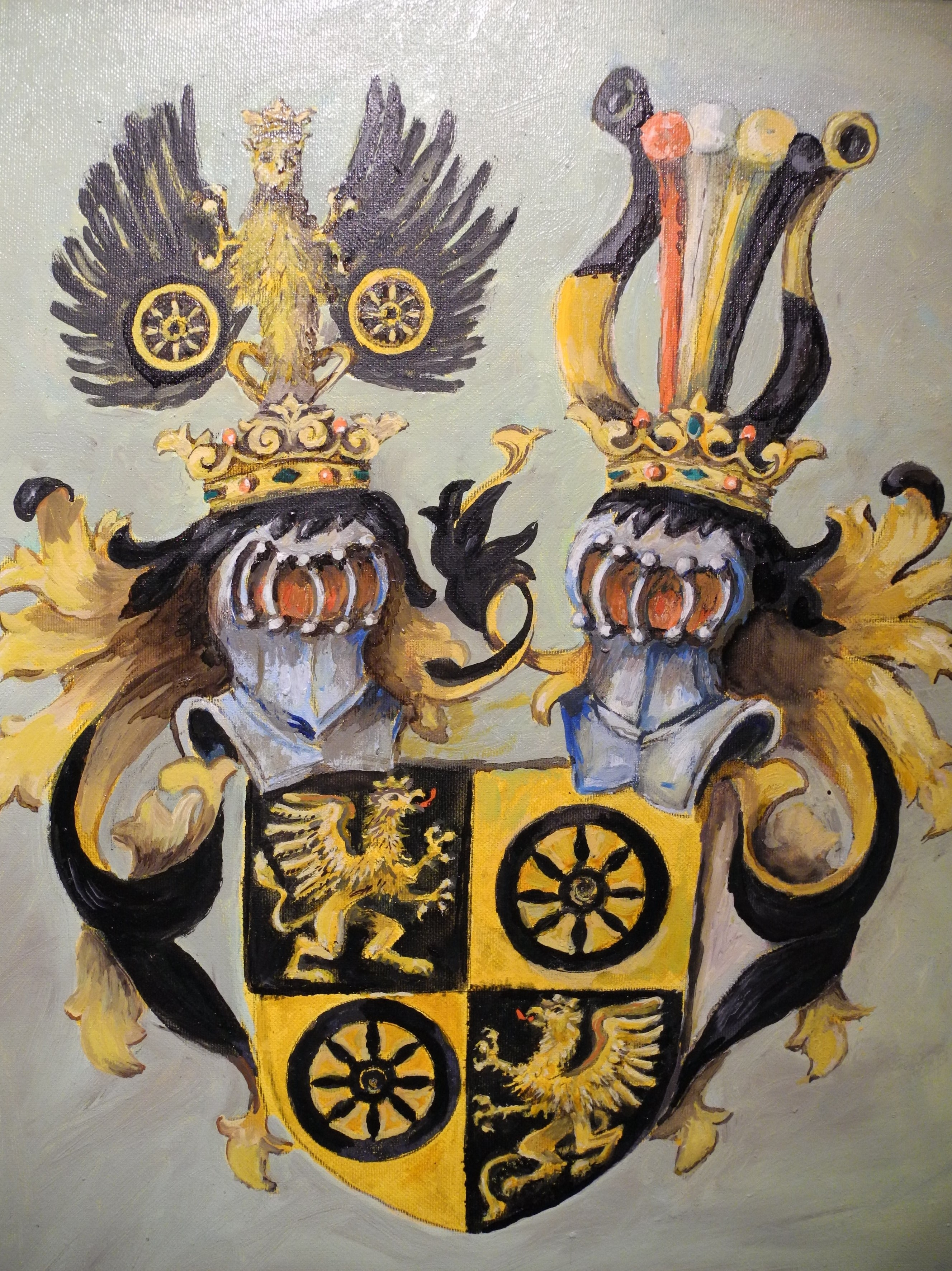
Wappen von Wagenhoff (1737)

Siegfried Rudolph von Wagner und Wagenhoff war Angehöriger des Adelsgeschlechts Wagner von Wagenhoff. Sein Vater († vor 1753) war Erbherr auf Globitschen und seine Mutter Charlotte Elisabeth wurde um das Jahr 1753 als Besitzerin dieses Gutes genannt. 1750 trat er dem preußischen Heer bei und diente dort bis 1770 als Offizier. Nach Ende seiner Militärzeit wurde er Kreisdeputierter. 1772 trat er die Nachfolge des im Jahr zuvor ausgeschiedenen Landrats George Oswald von Czettritz und Neuhaus des Landkreises Glogau an. Die Bestätigung hierüber erhielt er am 8. März 1772 durch Friedrich II. Das Amt als Landrat übte er bis zum Jahr 1798 aus, Nachfolger wurde Heinrich Ernst Carl von Tschammer und Quaritz.

## Persönliches
Siegfried Rudolph von Wagner und Wagenhoff saß auf Tschirnitz und trat 1773 einer Loge bei. Balthasar Benjamin von Wagner und Wagenhoff (* 1730) war sein älterer Bruder.